# Blåbröstad strömabborre
Blåbröstad strömabborre (Etheostoma camurum) är en fisk i familjen abborrfiskar som finns i USA och som även kallas blåbröstad dvärgabborre.

## Utseende
Arten är en liten fisk som sällan når över 4,5 cm i längd, även om maxlängden är 8,4 cm. Kroppen är avlång och ihoptryckt från sidorna med en kraftig, rundad nos och tjocka läppar. Den har två ryggfenor, varav en enbart med taggstrålar. Färgen är ljusblå till blågrön med flera prickar på kroppssidorna, purpurfärgade hos honan, brunaktiga hos hanen. Den har dessutom 7 till 10 suddiga, sadelformade band över rygg och sidor, och den vuxna hanen har 8 till 12 avlånga fläckar längs sidorna. Fenorna har ljusa kanter och är för övrigt genomgående mörka hos hanen, genomskinliga hos honan.
Under lekperioden blir bröstet mörkblått till blågrönt, och den främre, hårda ryggfenan blir rödgrå med mörkare färg framtill mot basen. Hanen får dessutom en orangeröd buk.

## Vanor
Den blåbröstade strömabborren är en bottenlevande sötvattensfisk som föredrar snabba forsar i små till medelstora floder med botten bestående av klippor, småstenar och grus. Födan består av små larver till vatteninseter.

### Fortplantning
Under lekperioden, som infaller under vår till tidig sommar, vandrar fiskarna från sina vanliga uppehållsplatser nedströms till forsar uppströms i de floder i vilka den lever. Där hävdar hanarna små, tämligen vagt definierade revir kring någon större sten. Under parningen lockar honan en hane att följa efter henne, varefter hon återvänder till hanens revirsten och lägger sina ägg i bottenmaterialet där, medan hanen befruktar äggen. Hon kan lägga uppemot 100 ägg per gång, men återvänder för att upprepa proceduren med samma eller en annan hane. Äggen kläcks efter omkring 10 dagar.

## Utbredning
Utbredningsområdet omfattar Ohioflodens område från västra Mew York till östra Illinois samt söderöver till Tennesseefloden i North Carolina och Tennessee i USA. Den förekommer även i Elk river i nordligaste Alabama. Ingående delstater är New York, Pennsylvania, Illinois, Indiana, Ohio, West Virginia, Virginia, Tennessee, North Carolina och Alabama.

### Status
Arten är i större eller mindre utsträckning hotad i hela sitt utbredningsområde med undantag av bestånden i Kentucky och Tennessee. I New York, Illinois, Indiana och Alabama betecknas hotet som akut ("critically imperiled"). Främsta anledningen är habitatförlust genom igenslamning och vattenföroreningar.
Hela populationen antas vara stor. IUCN listar arten som livskraftig (LC).